# Doros profuges
Doros profuges là một loài ruồi trong họ Ruồi giả ong (Syrphidae). Loài này được Harris mô tả khoa học đầu tiên năm 1780. Doros profuges phân bố ở vùng Cổ Bắc giới (Đan Mạch)